# Haematopota innominata
Haematopota innominata är en tvåvingeart som beskrevs av Austen 1920. Haematopota innominata ingår i släktet Haematopota och familjen bromsar.
Artens utbredningsområde är Israel. Inga underarter finns listade i Catalogue of Life.